# Georg Eduard Luiga

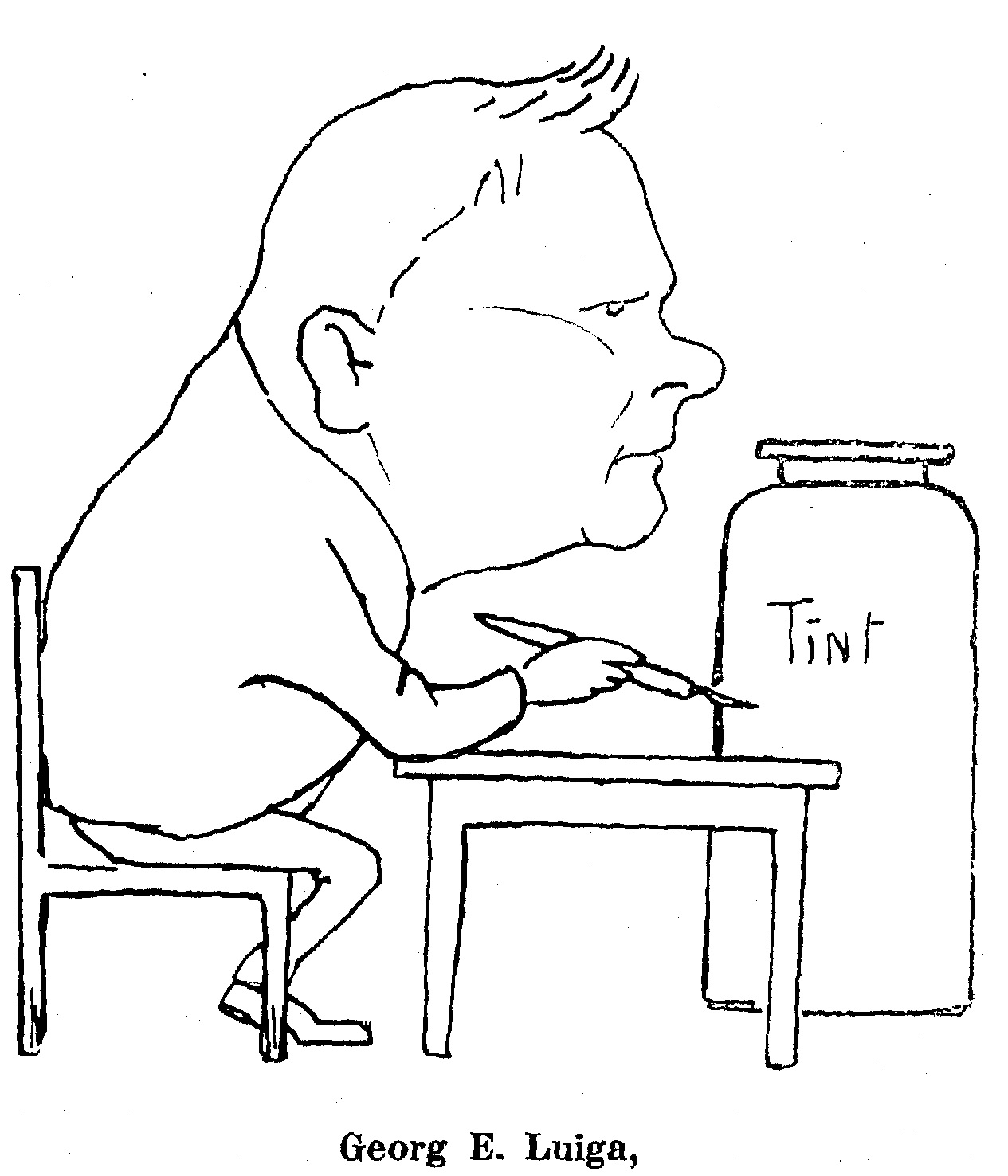
Georg Eduard Luiga, Karikatur von Karl August Hindrey.

Georg Eduard Luiga (* 15. Februarjul. / 27. Februar 1866greg. in Valgjärve; † 20. März 1936 in Tallinn) war ein estnischer Schriftsteller und Journalist.

## Leben
Georg Eduard Luiga ging in Kanepi zur Schule und war von 1887 bis 1890 Lehrer im Kirchspiel Äksi. Nach einer kurzen Periode als Journalist bei der Zeitung Olevik war er Lehrer bei estnischen Siedlungen in Russland, zunächst in Smorodino, Gouvernement Simbirsk (1891–1895), später im Gouvernement Tobolsk (1895–1901). Nach seiner Rückkehr nach Estland war er bei verschiedenen Zeitungen tätig und trat 1908 die Stelle des Chefredakteurs beim Päevaleht an. Er blieb bis zum Ende des Jahres 1934 in dieser Position, und unter seiner Ägide wurde sie die größte Zeitung Estlands in der Zwischenkriegszeit.

## Werk
Luiga begann bereits als Zehn- oder Elfjähriger mit dem Erdichten von Geschichten, da er nicht genügend Lesestoff hatte. Seine ersten Gedichte veröffentlichte er ab 1881 in Zeitungen und Zeitschriften. 1886 kam seine erste Sammlung mit Erzählungen heraus, die die Urgeschichte der Esten romantisierte (Die Grasjungfrau). Es folgten weitere Erzählbände und zwei Gedichtbände, die zurückhaltend beurteilt wurden. Aber einige seiner Gedichte sind vertont worden und haben auf diese Weise dem Zahn der Zeit standhalten können.
Auf positiveres Echo stießen seine Beschreibungen aus Sibirien. August Kitzberg beklagte in seiner lobenden Rezension über Im Land der Gewalt, dass die meisten Menschen mit schriftstellerischer Begabung leider an die Presse verloren gingen. Außerdem verfasste Luiga zahlreiche populärwissenschaftliche Bücher und Liedersammlungen.

## Übersetzungen ins Deutsche
Auf Deutsch liegen fünf Gedichte von ihm in der Anthologie von Wilhelm Nerling vor.

## Bibliografie
- Muruneid ('Die Grasjungfrau'). Tartu: H. Laakmann 1886. 34 S.
- Pahane neiu ('Die böse Jungfer'). Tartu: K. A. Hermann 1887. 90 S.
- Laulud ('Lieder'). Tartu: K. A. Hermann 1888. 117 S.
- Omad vitsad ('Die eigenen Ruten'). Tallinn: J. Ploompuu 1900. 31 S.
- Uued laulud ('Neue Lieder'). Tallinn: J. Ploompuu 1901. 136 S.
- Mere taga võõrsil ('In der Fremde in Übersee'). Tallinn: Tallinna Eesti Kirjastus-ühisus 1911. 63 S.
- Vägivallamaal ('Im Land der Gewalt'). Tallinn: J. Ploompuu 1912. 242 S.